# Elaphropeza pseudoabbreviata
Elaphropeza pseudoabbreviata är en tvåvingeart som beskrevs av Raffone 2001. Elaphropeza pseudoabbreviata ingår i släktet Elaphropeza och familjen puckeldansflugor. Inga underarter finns listade i Catalogue of Life.